# 감자연구소
《감자연구소》는 2025년 3월 1일부터 2025년 4월 6일까지 방송된 tvN 토일 드라마다.

## 기획의도
감자에 울고 웃는 감자 연구소, 감자가 전부인 미경의 인생에 나타난 차가운 원칙주의자 백호. 뱅글뱅글 회오리 감자처럼 휘몰아치는 힐링 코믹로맨스

## 제작진

### 극본
- 김호수 : JTBC 금토 드라마 《솔로몬의 위증》(집필), MBC 수목 드라마 《신입사관 구해령》(집필) 등 집필

### 연출
- 강일수 : KBS1 주말 특별기획 대하드라마 《태조 왕건》(공동연출), KBS2 수목 미니시리즈 《해신》(공동연출), KBS2 수목 특별기획 드라마 《바람의 나라》(공동연출), KBS2 수목 특별기획 드라마 《전우치》(공동연출), JTBC 금토 미니시리즈 《솔로몬의 위증》(공동연출), MBC 수목 미니시리즈 《신입사관 구해령》(공동연출) 등 연출

- 심재현 : KBS2 금토 미니시리즈 《프로듀사》(공동연출), KBS2 월화 미니시리즈 《좀비탐정》(연출), KBS1 주말 특별기획 대하드라마 《태종 이방원》(공동연출) 등 연출

## 등장 인물

### 주요 인물
- 이선빈 : 김미경 역 - 선녀식품 산하 감자연구소의 연구팀 대리, 기세의 옛연인. 성주스님의 딸.
- 강태오 : 소백호 역 - MBTI 검사를 하면 'S.E.X.Y'가 나올 것 같은 근사한 남자
- 이학주 : 박기세 역 - 원한리테일 기획전략실 전무이자 왕회장의 사위, 미경의 옛연인. 희진의 전남편.

### 게스트하우스 사람들
- 김가은 : 이옹주 역 - 미경의 어머니가 돌아가셨을 때 상갓집에서 미경이보다 더 크게 울었던 남의 딸, USB 게스트하우스 A동의 무전취식자 겸 미경의 베프 겸 웹소설 작가.
- 신현승 : 김환경 역 - 미경의 막내동생이자 'USB 게스트하우스'의 주인장
- 정신혜 : 윤희진 역 - 백호의 유일한 친구이자 기세의 전처, 육신도 정신도 자유분방한 히피. 모종의 이유로 방랑 생활이 수년째.

### 감자연구소 사람들
- 유승목 : 부재중 부장 역 - 연구소 설립부터 함께한 고인물 중의 고인물
- 곽자형 : 고정해 과장 역 - 화려한 패션을 즐기며 외모관리에 정성을 쏟아붓지만 딱히 태는 안 나는 비운의 힙스터
- 우정원 : 주승희 차장 역 - 미경이 속해 있는 연구소 내 '포테이토 갱'의 리더
- 윤정섭 : 이충현 사원 역 - 입사 3년 만에 막내에서 벗어난 연구소의 (구)막내
- 남현우 : 권희동 역 - 미경이 교육을 담당하고 있는 인턴, 24시간 에너지도 웃음도 넘치는 쾌남.
- 김지아 : 장슬기 대리 역 - '포테이토 갱'의 막내이자, 연구팀 YB 라인인 '장충동'의 첫째, 매너리즘 직빵으로 맞은 7년 차 직장인.

### 주변 인물들
- 황정민 : 쩐 반장 역
- 차미경 : 왕 회장
- 손지윤 : 윤 사장
- 남정우 : 이승훈 과장
- 이상희 : 이장 변 씨 역 - 대대손손 영을리에 자리 잡고 살아온 토박이

### 기타 인물
- 김차윤 : 최지현 역
- 미상 : 악덕 기업 사냥꾼 역
- 미상 : 나눔을 해준 남자 역
- 미상 : 무당 역
- 미상 : 파이널 글로벌 담당자 역

### 특별 출연
- 김규철 : 홍순익 소장 역 - 감자연구소의 전 소장
- 이한위
- 류태호
- 허정도
- 이대연 : 성주 스님 역 - 미경 삼남매의 아버지
- 성지루 : 고구마연구소 부장 역

## 시청률
최저 시청률과 최고 시청률은 시청률 조사회사와 지역별로 시청률에 차이가 있을 수 있습니다.
| 2025년 | 2025년   | 2025년         | 2025년       | 2025년 |
| 회차   | 방송일   | 닐슨 시청률    | 닐슨 시청률  |        |
| 회차   | 방송일   | 대한민국(전국) | 수도권(서울) |        |
| ------ | -------- | -------------- | ------------ | ------ |
| 제1회  | 3월 1일  | 1.7%           | 1.7%         |        |
| 제2회  | 3월 2일  | 1.8%           | 1.9%         |        |
| 제3회  | 3월 8일  | 1.4%           | 1.6%         |        |
| 제4회  | 3월 9일  | 2.0%           | 1.8%         |        |
| 제5회  | 3월 15일 | 1.1%           | 1.1%         |        |
| 제6회  | 3월 16일 | 1.6%           | 1.6%         |        |
| 제7회  | 3월 22일 | 1.3%           | 1.4%         |        |
| 제8회  | 3월 23일 | 2.0%           | 1.6%         |        |
| 제9회  | 3월 29일 | 1.1%           | 1.4%         |        |
| 제10회 | 3월 30일 | 1.9%           | 1.7%         |        |
| 제11회 | 4월 5일  | 1.2%           | 1.3%         |        |
| 제12회 | 4월 6일  | 1.8%           | 1.7%         |        |

## 참고 사항
- 강일수 PD, 김호수 작가는 JTBC 금토 드라마 〈솔로몬의 위증〉, MBC 수목 드라마 〈신입사관 구해령〉에 이어 세 번째로 협업한다.
- 당초에는 해당 프로그램을 tvN 월화 드라마로 편성할 계획이었다. 다만, 〈우리 영화〉가 SBS 금토 드라마로 편성에 따른 공백을 메우기 위해 tvN 토일 드라마로 이동하게 되었다.
- 이례적으로 미리보기 스페셜이 슬기로운 산촌생활과 유사한 예능 프로그램 형태로 편성되었다.
- 강태오와 이선빈이 본작의 홍보를 겸해 식스센스 시티투어, 놀라운 토요일 등 tvN 예능에 출연했다. 참고로 두 예능 모두 비슷한 시기에 방영했다.[2]

## 같이 보기
- 대한민국의 텔레비전 드라마 목록 (ㄱ)
- 2025년 대한민국의 텔레비전 드라마 목록